# Riccardo Malpica
Riccardo Malpica (Napoli, 10 agosto 1931) è un prefetto e poliziotto italiano.

## Biografia
Entrò al Viminale nel 1955. Nel 1974 prestò servizio alla direzione generale della Polizia di Stato. Nel 1980 fu vicecapo di gabinetto presso il Ministero dell'interno. Dal 1984 al 1987 è stato vicesegretario del CESIS. Dal gennaio 1987 all'agosto 1991 fu direttore del SISDE, su proposta dell'allora Ministro dell'Interno Oscar Luigi Scalfaro. Nel 1992 fu nominato commissario prefettizio di Torino, carica che ricoprì tra il 15 dicembre e il 24 giugno dell'anno successivo. Il 29 ottobre 1993 fu incriminato per lo scandalo dei fondi riservati del SISDE. Nel gennaio di quell'anno il pubblico ministero romano Leonardo Frisiani, indagando sulla bancarotta dell'agenzia di viaggi Miura Travel, aveva trovato nei conti bancari di Michele Finocchi e Gerardo Di Pasquale, dirigenti dei servizi segreti l'imponente somma di quattordici miliardi di lire.
Malpica già direttore del SISDE fu allora arrestato a Monte Carlo insieme al dirigente Maurizio Broccoletti e all'ex cassiere Antonio Galati. Giustificò l’esistenza di quei conti come somme a disposizione dei ministri dell'Interno, per risolvere casi di emergenza. Con l'occasione tenne a precisare che anche l'attuale Presidente della Repubblica, Oscar Luigi Scalfaro, Ministro dell'Interno per quattro anni consecutivi, avrebbe beneficiato di una «dazione» di 100 milioni al mese per gestire affari riservati. La dichiarazione fece scalpore in quanto, nel clima giustizialista di Tangentopoli, fu subito letta come un'appropriazione indebita da parte del Ministro dell’Interno dell'epoca, attualmente Presidente della Repubblica in carica. Scalfaro vi vide un tentativo finalizzato alla «lenta distruzione dello Stato» accomunandolo agli attentati della mafia che avevano insanguinato l'Italia sia nell’estate del 1992 che in quella del 1993. Reagì di conseguenza rivolgendosi alla Nazione il 3 novembre 1993 con un discorso a reti unificate Rai passato alla storia dalla sua frase principale: Io non ci sto!
Il procuratore capo di Roma Vittorio Mele fu subito dalla parte del Presidente della Repubblica e, tramite il suo sostituto Pietro Saviotti, contestò agli accusatori il reato di attentato agli organi costituzionali ai sensi dell’articolo 289 del Codice penale. La motivazione dell'accusa concerneva il fatto che «gli imputati, nel tentativo di alleggerire la propria posizione chiamano in causa il ministro e gli attribuiscono un abuso che invece non ha commesso… Tutto ciò in coincidenza con le bombe di Roma, di Firenze, di Milano che possono far pensare a un ordito clima di terrore».
Contemporaneamente, il ministro dell'Interno Nicola Mancino istituì una commissione d’inchiesta incaricata di verificare le accuse di Malpica, chiamandola a presiedere l’ex procuratore generale della Corte d'appello di Roma, Filippo Mancuso. La relazione della commissione d’inchiesta concluse che non erano emersi illeciti nell’uso dei fondi Sisde. Malpica fu quindi condannato a 3 anni e 3 mesi. Successivamente riuscì a vincere la causa e ad essere assolto. Nel 1996 Malpica sostenne che non avrebbe mai parlato di sua iniziativa di quei fondi segreti se non fosse stato Broccoletti a violare il segreto di Stato consegnando ai magistrati documenti sottratti o fotocopiati abusivamente.